# في كل أسبوع يوم جمعة
في كل أسبوع يوم جمعة هي رواية للكاتب المصري إبراهيم عبد المجيد صدرت عام 2009 عن الدار المصرية اللبنانية. حصلت الرواية على إشادة نقدية وقت صدورها وترجمت إلى عدة لغات. وفي عام 2020 صدر مسلسل مبني على أحداث الرواية ويحمل نفس الاسم على منصة شاهد (منصة) من إخراج  محمد شاكر خضير وبطولة آسر ياسين ومنة شلبي التي ترشحت لجائزة إيمي عن دورها في المسلسل.

## ملخص القصة
تحكي رواية في كل أسبوع يوم جمعة عن "روضة رياض" التي تقوم بإنشاء موقع إلكتروني. لا تقبل فيه أي أعضاء جدد إلا في يوم الجمعة. سرعان ما يتوافد الكثير من الأعضاء على الموقع ويحكون تفاصيل حياتهم ومشاكلهم اليومية رجالًا ونساءً، من كل الأديان والطبقات الاجتماعية وأغلب الوظائف، بل وحتى الميول الجنسية! لكن "روضة رياض" لا تشارك في الموقع، وتكتفي بقبول الأعضاء، وتحاول اصطياد رجال الموقع من إيميل مزيف، لتقتل بمساعدة زوجها الذي يعاني من طيف التوحد، واحدا منهم في كل يوم جمعة.